# Mellerstain House

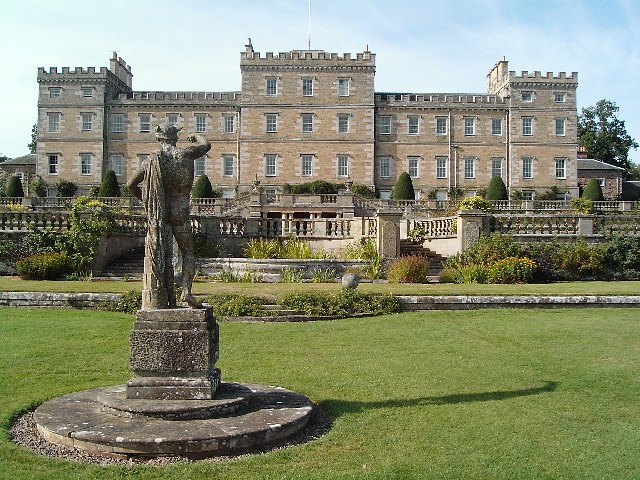
Mellerstain House, 2005

Mellerstain House ist ein Herrenhaus nahe der schottischen Ortschaft Smailholm in der Council Area Scottish Borders. 1971 wurde das Bauwerk in die schottischen Denkmallisten in der höchsten Denkmalkategorie A aufgenommen. Des Weiteren sind die Stallungen eigenständig als Kategorie-A-Bauwerk klassifiziert. Das Gesamtanwesen ist im schottischen Register für Landschaftsgärten verzeichnet. In vier von sieben Kategorien wurde das höchste Prädikat „herausragend“ verliehen.

## Geschichte
Im Jahre 1642 erwarb der aus Lanarkshire stammende George Baillie of Jerviswood die Ländereien von Mellerstain. Im Jahre 1700 wurde am Standort ein fünfstöckiges Tower House erwähnt, das sich zum Zeitpunkt bereits in schlechtem Zustand befand. Baillies gleichnamiger Enkel beauftragte 1724 den schottischen Architekten William Adam mit der Errichtung eines Herrenhauses. Von dem ursprünglichen Entwurf wurden jedoch nur zwei Flügel ausgeführt. Bis 1738 waren verschiedene Außengebäude fertiggestellt sowie die wesentlichen Teile der einbettenden Parkanlagen angelegt.
Innerhalb der Familie vererbt, beauftragte ein weiterer George Baillie William Adams Sohn Robert in den 1770er Jahren mit der Erweiterung von Mellerstain House. In dieser Bauphase entstand der zentrale Gebäudeteil. Durch Heirat gelangte das Anwesen in den Besitz der Earls of Haddington. Diese residierten in Tyninghame House, das sie jedoch mit dem Tod George Baillie-Hamiltons, 12. Earl of Haddington 1986 veräußerten und ihren Stammsitz nach Mellerstain verlegten.

## Beschreibung
Das Herrenhaus liegt isoliert inmitten eines weitläufigen Anwesens rund 2,5 km nördlich von Smailholm und vier Kilometer nordwestlich von Kelso. Das georgianisch ausgestaltete Herrenhaus ist mit einem umlaufenden Zinnenkranz pseudobewehrt. Der später hinzugefügte zentrale Bauteil weist Merkmale klassizistischer Architektur auf. Im Inneren sind weite Teile der elaborierten Gestaltung Robert Adams erhalten. Mit der Wiederbeforstung der im Laufe des Zweiten Weltkriegs gerodeten Waldflächen wurde in den 1950er Jahren begonnen.

## Stallungen
Die Stallungen grenzen direkt südwestlich an Mellerstain House an. Während die meisten Außengebäude in der Mitte des 19. Jahrhunderts erbaut wurden, stammen die Stallungen noch aus dem 18. Jahrhundert. Das Mauerwerk der zweistöckigen Gebäude besteht aus Bruchstein. In eine Giebelfläche ist eine Uhr eingelassen. Sie wurde 1735 von John Kirkwood gefertigt und zierte zuvor das Rathaus von Lauder. Die Giebel sind als Staffelgiebel gearbeitet. Auf einem Dach sitzt ein hölzerner Taubenturm auf. Zwischenzeitlich wurden die Stallungen zu Wohnräumen umgestaltet.